# Ein Sonntag auf dem Lande
Ein Sonntag auf dem Lande ist ein Film von Bertrand Tavernier aus dem Jahr 1984. Das Drehbuch entstand nach dem 1945 erschienenen Roman Monsieur Ladmiral va bientôt mourir von Pierre Bost.

## Handlung
In einem großen Landhaus im Spätsommer 1912. Der alte Kunstmaler Ladmiral pflegt spät aufzustehen. Seine Haushälterin Mercédès trifft bereits Vorbereitungen für den allsonntäglichen Besuch der Familie des Sohnes Gonzague.
Ladmiral holt die Familie mit den drei Kindern vom Bahnhof ab. Zusammen verbringen sie den späten Vormittag in dem großen Garten. Der alte Herr hält nicht besonders viel von seinem Sohn – er hält ihn für einen Versager – und dessen Frau Marie-Thérèse ist ihm fremd. Er lässt aber auch erkennen, dass er mit seinem eigenen Leben nicht wirklich zufrieden ist.
Mitten hinein in die Siesta nach dem Mittagessen platzt wie ein Wirbelwind mit ihrem Automobil die Tochter des Hauses, Irène. Mit ihrer zum Teil aufgesetzten guten Laune bringt sie Leben in das Familientreffen, ihre unglückliche Liebe verheimlicht sie. Dem Bruder kommen seine negativen Erinnerungen hoch, in seinen Augen wurde Irène vom Vater immer bevorzugt. Erschwerend kommt hinzu, dass sie im Gegensatz zu ihm als Inhaberin einer Modeboutique beruflich erfolgreich ist.
Mit dem Wagen fährt Irène mit ihrem Vater zu einem Tanzlokal an einem See. Dort gesteht er ihr, dass er in seiner Malerei immer sehr konservativ gewesen sei, obwohl er die modernen Maler sehr bewundere. Er sei jedoch zu feige gewesen, neu anzufangen.
Überstürzt fährt Irène ab, um ihre unglückliche Liebe zu retten. Nach einem bedrückten Abendessen reist auch die Familie von Gonzague zurück nach Paris. Ladmiral nimmt in seinem Atelier das unfertige Bild von der Staffelei und stellt eine neue Leinwand auf. Er träumt davon, ein „modernes Bild“ zu malen.

## Auszeichnungen
- Internationale Filmfestspiele von Cannes/Beste Regie 1984 – Bertrand Tavernier
- César/Beste Hauptdarstellerin 1985 – Sabine Azéma
- César/Beste Kamera 1985 – Bruno de Keyzer
- César/Bestes adaptiertes Drehbuch 1985 – Bertrand und Colo Tavernier

## Kritiken
„In diesem bildgewaltigen Meisterwerk entfalten sich Lebensgeschichten und -gefühle nur im Verlauf des besagten Sonntags. Tavernier baut hier eine Atmosphäre auf, die durch die ästhetischen Farbkompositionen beinahe einem impressionistischen Gemälde entspricht und schuf so ein melancholisches, detailfreudiges Kunstwerk, das nicht nur durch die exzellente Fotografie, sondern auch durch die brillante Darstellercrew getragen wird.“

„Die sehr guten Darsteller und eine meisterhafte Inszenierung machen den Film zu einem Kinoereignis.“

„Der Film steht nicht nur in seiner Geschichte, sondern auch formal in der Tradition von Jean Renoir: Er verbreitet seine Wahrheit ohne Pathos, subversiv.“

„Die Wehmut des allmählich vom Leben Abschied nehmenden Künstlers und seine Erkenntnis, nicht alles geleistet zu haben, was ihm möglich gewesen wäre, spiegelt der Film in mit meisterhafter Farbdramaturgie beschworenen Stimmungen. Er entfaltet eine Kunst des Details mit Lichteffekten, Farben und Tönen, deren Ästhetizismus nie zum Selbstzweck wird.“

## Roman
- Pierre Bost: Ein Sonntag auf dem Lande. Aus dem Französischen von Rainer Moritz. Dörlemann, Zürich 2013